# الماريچيدا

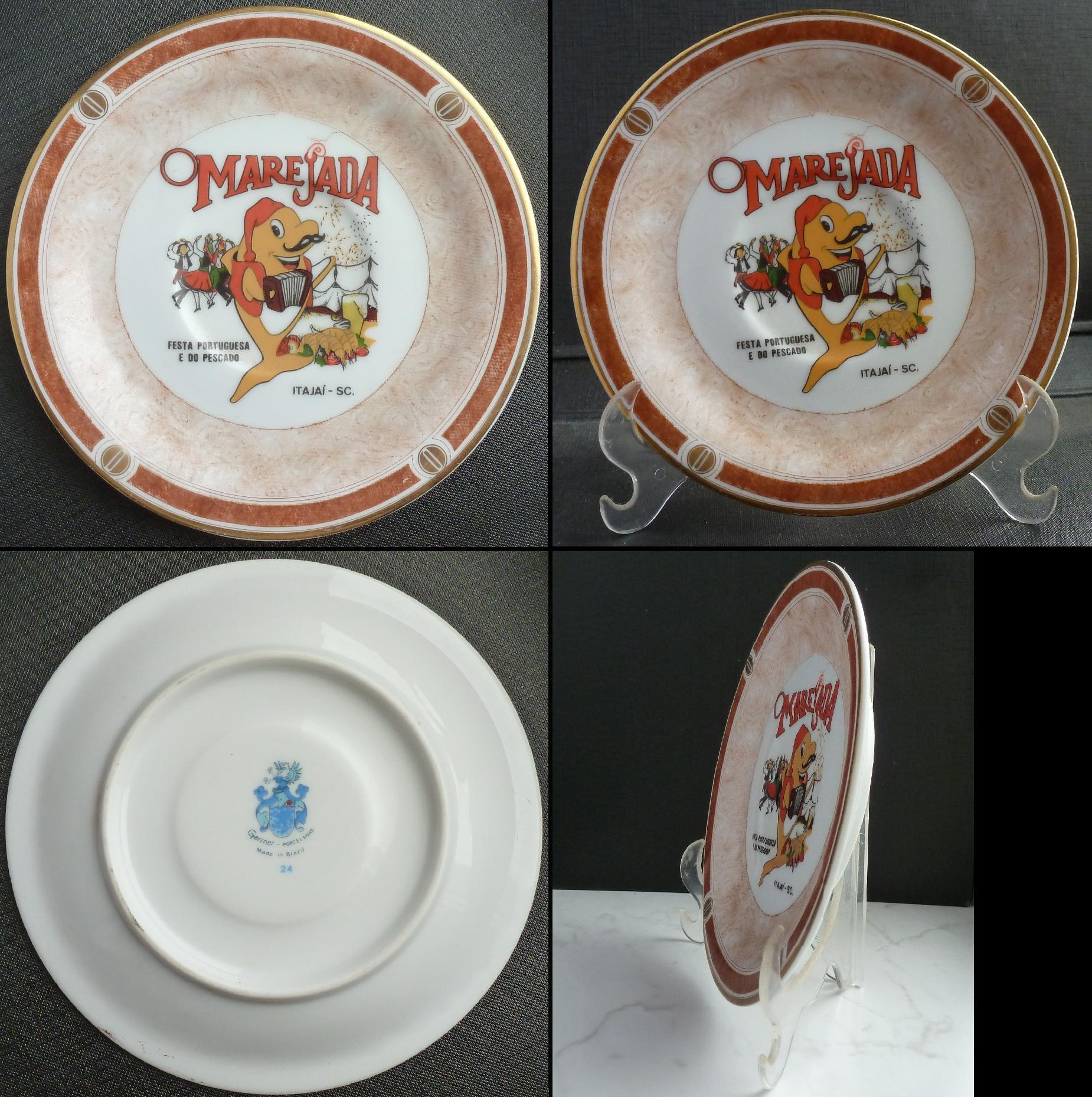

يعد الماريچيدا (بالبرتغالية: Marejada‏) واحداً من أشهر الاحتفالات الوطنية في البرازيل بمدينة إيتاجاى بولاية "سانتا كاتارينا". إن هذه الذكرى تقوم بإحياء أول ترجل للأوروبيين من البرتغال إلى شاطئ البرازيل.
ويرجع أصل كلمة "الماريچيدا" إلى كلمة "مار" وتعنى بالإنجليزية "بحر" ويمكن ترجمتها ككلمة برتغالية، كما تعد المأكولات البحرية من مراسم ذلك الاحتفال فالصيد هو واحد من الأنشطة الاقتصادية الأساسية في منطقة إيتاجاى، ولذلك فإن المأكولات البحرية هي الغذاء الرئيسي للمحتفلين والمشروب الأساسي هو شراب الشعير، وربما هذا هو السبب وراء ظهور الاحتفال وكأنه حفل لصانعي شراب الشعير ولكنه في حقيقته فلكلور برازيلي.
تكون رموز الاحتفال مرسومة على طبق يقدم كهدية للمحتفلين وتلك الرموز هي عبارة عن سمكة في قبعة ووجه بشري يقوم بلعب الأكورديون وأسماك القريدس في طبق وزجاجة من مشروب الشعير ومجموعة راقصين يرتدون الملابس الرسمية الوطنية.
يمكنك القراءة أكثرعن أطباق الهدايا التي تحوى الرموز من خلال البحث في المواضيع التالية:
احتفال البرتغاليون والصيد
إيتاجاى _ سانتا كاتارينا
يقام الاحتفال في شهر أكتوبر من كل عام ويرجع أول احتفال لعام 1987، على سبيل المثال عُقد هذا الاحتفال من اليوم الثامن إلى الثامن عشر من أكتوبر لعام 2009، ولكن بسبب الذكرى البرتغالية السنوية نُقل الاحتفال في عام 2010 إلى اليوم الثامن حتى الرابع عشر من أكتوبر.
هناك ما يقرب من ستمائة عامل جذب في مساحة من الفضاء المادي قدرها ستة وثلاثون ألف متر مربع، حيث  تحشد الرقصات الليلية في الجناح الرئيسي آلاف الأشخاص كل ليلة.

## روابط خارجية
Governo Municipal de Itajaí